# Hualālai
Vous lisez un « bon article » labellisé en 2011.
Le Hualālai est un volcan bouclier actif des États-Unis situé sur l'île d'Hawaï, dans l'État du même nom. Âgé de près de 300 000 ans, c'est le troisième plus ancien et plus actif des cinq volcans majeurs de l'île. Sa dernière éruption s'est terminée en 1801 et la probabilité qu'il entre de nouveau en éruption dans les prochaines décennies est élevée. Elle représente une menace sérieuse pour les populations vivant à ses pieds, en raison de la fluidité de la lave et du manque de prévention humaine. La montagne culmine à 2 521 mètres d'altitude. Elle abrite de nombreux cônes volcaniques qui longent pour la plupart les zones de rift qui traversent le volcan. Les cratères constituent une destination prisée des randonneurs et des spéléologues, malgré l'interdiction régulière de traverser une propriété privée. Des zones de protection de l'environnement, dont un sanctuaire naturel sauvage, ont été mises en place. Elles abritent une importante diversité écologique favorisée par un climat varié. De plus, un parc historique national rappelle que le volcan a été habité par des colonies autochtones hawaïennes avant l'arrivée des premiers Occidentaux et a accueilli des membres de la cour hawaïenne. La côte abrite désormais des complexes touristiques.

## Toponymie
Hualālai est le nom de la femme du navigateur Hawaiʻi Loa qui, selon la légende, découvrit l'archipel en compagnie d'explorateurs polynésiens. Il est considéré comme l'enfant du milieu parmi les cinq volcans de l'île. Le nom de la montagne apparaît également sous les variantes Hualalai Peak, Hualalai Volcano, Mauna Hualalai, Mouna Huararai, Mount Hualalai, Mowna-Worrorar ou encore Puu Hualalai.

## Géographie

### Situation

Carte topographique de l'île d'Hawaï.

Le Hualālai est situé aux États-Unis, sur l'île d'Hawaï (Big Island), la plus grande de l'archipel et État d'Hawaï. Il s'élève perpendiculairement à la côte ouest, face à l'océan Pacifique, et son extrémité occidentale sépare plus particulièrement la côte du Kohala au nord de la côte de Kona au sud. Le Mauna Kea, point culminant de l'île, est situé au nord-est, le Mauna Loa est en direction du sud-est, tandis que le Kohala est au nord-nord-est.
Administrativement, le Hualālai fait partie du district de Kona Nord, dans le comté d'Hawaï de l'État du même nom. Les census-designated places de Kalaoa, Kailua-Kona et Holualoa se trouvent toutes les trois de l'ouest au sud-ouest de la montagne, le reste du Kohala constituant une zone non incorporée.

### Topographie

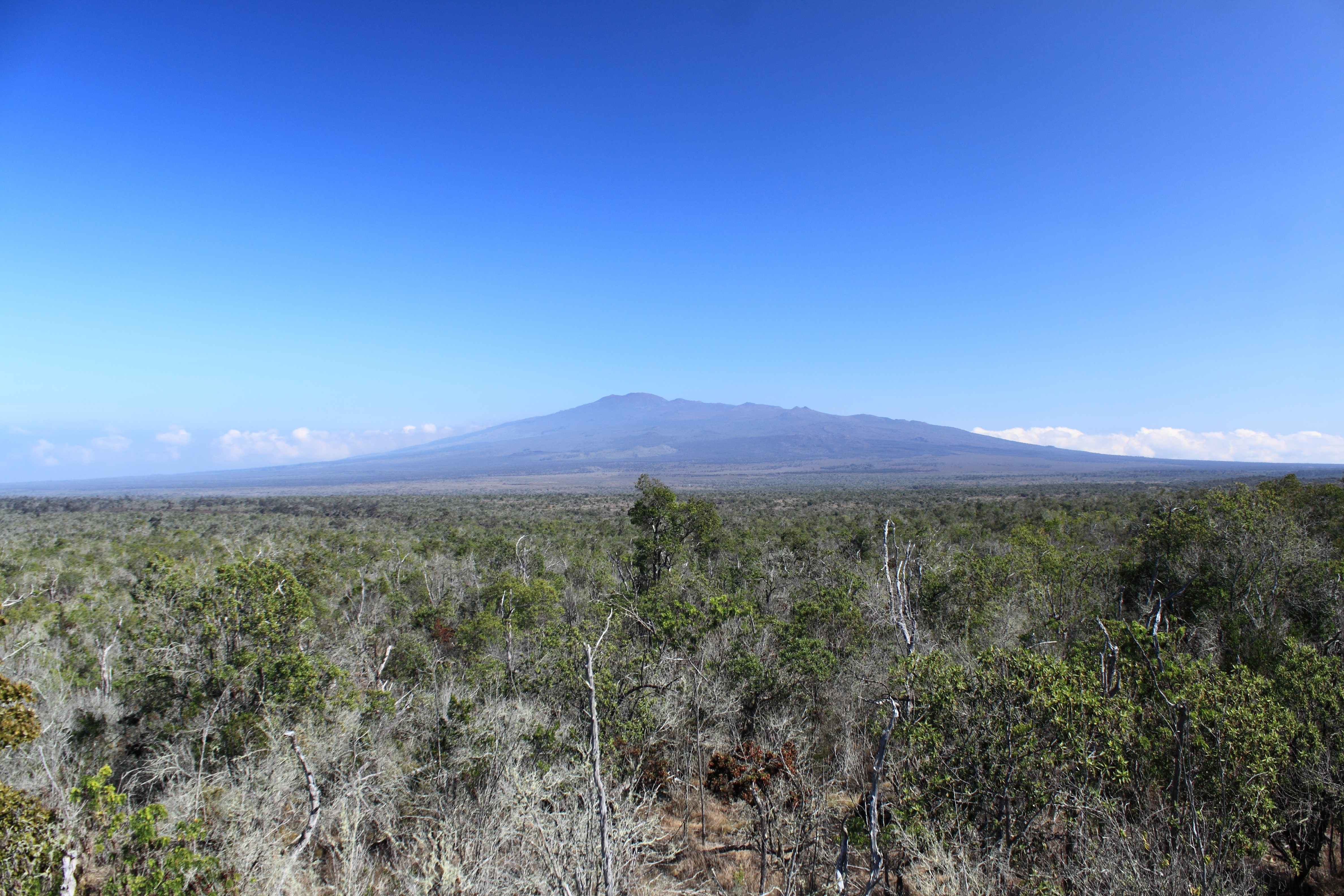
Vue de la face sud-est du Hualālai depuis Puʻu Lehua.

Le Hualālai s'élève à 2 521 mètres d'altitude et possède une hauteur de culminance de 2 473 mètres, ce qui en fait le troisième volcan majeur de l'île. Comme tous les volcans boucliers, il possède des pentes très peu marquées en raison de la faible viscosité de ses laves mais, étant en phase post-bouclier, elles sont plus irrégulières que peuvent l'être celles du Mauna Loa et du Kīlauea, deux volcans plus jeunes. La montagne s'étend sur environ 750 km2, soit 7,2 % de la surface de l'île, et présente un volume de 12 400 km3. Le Hualālai est traversé par trois zones de rift : une fortement développée et la plus récemment active au nord-ouest, une plus modérée au sud-sud-est et une faiblement développée s'étirant en direction du nord à cinq kilomètres à l'est du sommet,. Une centaine de cônes de cendres et de scories longent ces zones de rift. Le volcan est dépourvu de caldeira sommitale mais possède un cratère d'effondrement d'un demi-kilomètre de diamètre environ au sommet d'un petit champ de lave. La plus grande partie du versant méridional est constituée de coulées de lave recouvertes d'une couche de cendres volcaniques de dix centimètres à un mètre d'épaisseur,.
Un élément important du Hualālai est le Puʻu Waʻawaʻa, terme hawaïen signifiant « colline fortement sillonnée », un cône volcanique de 370 mètres de hauteur et de plus d'un kilomètre et demi de diamètre. Il s'élève sur les flancs du volcan à neuf kilomètres au nord-nord-est du sommet.
L'extrémité occidentale du Hualālai forme un vaste slump sous-marin connu sous le nom de North Kona Slump. S'étendant sur environ 1 000 km2, il consiste en une série de plages et d'escarpements plongeant de 2 000 à 4 500 mètres sous le niveau de la mer. Cette zone a été minutieusement explorée en 2001 par une équipe américano-japonaise en utilisant le ROV Kaikō. Les informations collectées ont mis en évidence que les coulées de lave ont progressé dans des eaux peu profondes, entre 500 et 1 000 mètres sous le niveau de la mer, et que, contrairement à ceux des autres volcans d'Hawaï, le slump au Hualālai s'est formé progressivement.

### Géologie

Carte de l'âge des strates de l'île.

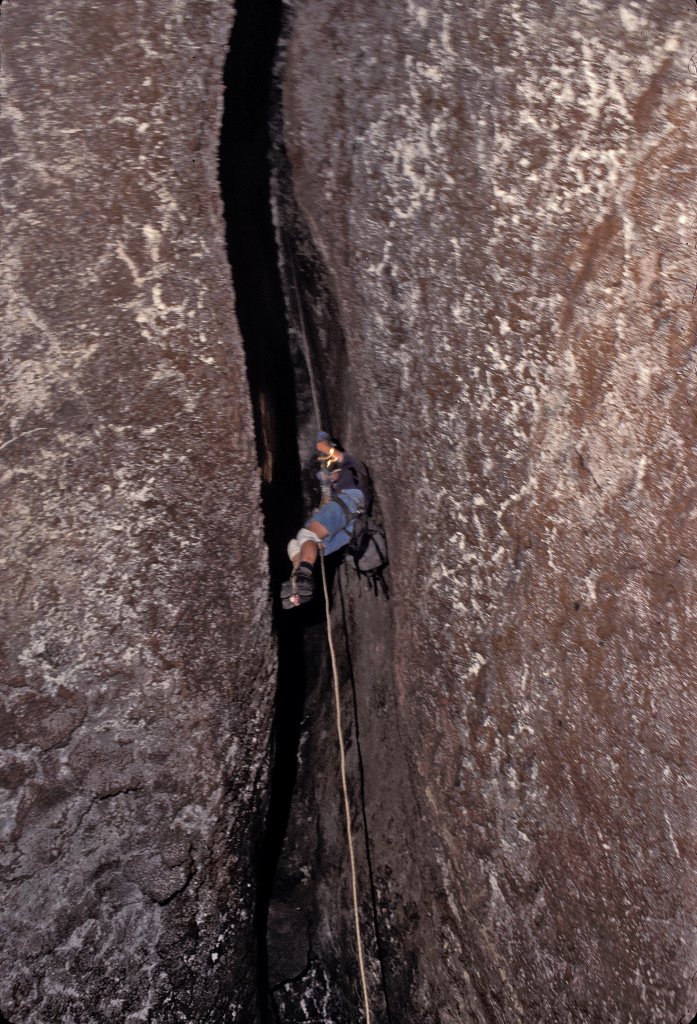
Photographie d'une exploration menée dans la cheminée volcanique de Puhia Pelee, sur le Hualālai.

Des laves associées à la phase bouclier du Hualālai ont été découvertes juste au large, dans le prolongement du rift nord-ouest. Par ailleurs, une tholéiite, indicative d'un stade éruptif sous-marin, a été trouvée dans une cheminée volcanique à 23 mètres de profondeur. Ce type de lave a été produit jusqu'à 130 000 ans BP. Le Hualālai est entré dans sa phase post-bouclier 100 000 ans BP.
Le cône du Puʻu Waʻawaʻa pourrait constituer un signe de ce dernier changement. Il est composé de trachyte, un type de lave rare sur les autres volcans de l'île d'Hawaï. Elle s'écoule plus lentement que les habituelles laves pāhoehoe et même ʻaʻā d'Hawaï en raison de sa forte teneur en silice, supérieure à 62 % contre 50 % environ pour des laves basaltiques, ce qui la rend moins fluide. Les géologues estiment que le Puʻu Waʻawaʻa pourrait s'être formé au cours d'une éruption de ponces un peu plus de 100 000 ans BP et aurait poursuivi sa construction indépendamment, avec au moins trois coulées trachytiques distinctes depuis lors. Ses éruptions, bien que partiellement recouvertes par les coulées du Hualālai et du Mauna Loa, ont mis en place une structure singulière connue sous le nom d'arête de Puʻu Anahulu.
La cartographie géologique du volcan a indiqué qu'au moins 80 % de sa surface est recouverte par des coulées de lave vieilles d'au maximum 5 000 ans, entièrement composées de basaltes alcalino-terreux. Plus de la moitié de celles-ci ont moins de 3 000 ans et environ 12 % ont moins de 1 000 ans. Entre 1700 et 1801, les éruptions sont survenues depuis six bouches éruptives différentes. Dans cet intervalle, deux coulées de lave ont atteint l'océan.
Le Hualālai est un site réputé pour ses xénolithes de péridotites du manteau terrestre remontées à la surface et enclavées dans des coulées de basalte. De nombreux dépôts préhistoriques, aussi bien que ceux de l'éruption de 1801, contiennent de tels xénolithes de grande taille et en quantité abondante.

### Climat
Les alizés soufflent d'est en ouest au-dessus de l'archipel d'Hawaï, qui chevauche le tropique du Cancer. Le versant septentrional du Hualālai, exposé au vent anabatique, reçoit l'essentiel de ses précipitations l'après-midi, par phénomène de convection de l'air chaud. Ainsi, à mi-pente, il tombe entre 725 et 1 200 millimètres par an. Toutefois, situé dans l'ombre pluviométrique du Mauna Kea, le Hualālai est soumis à un gradient de précipitations moins important que les autres volcans de l'île d'Hawaï. Ainsi, à altitude équivalente, elles atteignent par exemple 2 000 à 2 500 millimètres par an au Kohala. Le versant méridional reçoit entre 900 et 1 500 millimètres à mi-pente. Au sommet, il tombe seulement 450 millimètres par an en moyenne. Il est cependant plus arrosé que la côte occidentale, où les précipitations n'excèdent parfois pas 250 millimètres, et il est régulièrement couvert de nuages, parfois de cendres, et de brouillard. Le versant septentrional connaît des pluies moins marquées, voire une sécheresse durant les mois d'été, alors qu'au contraire le versant méridional est plus arrosé au printemps et au début de l'été.
De manière générale, la partie occidentale de l'île est légèrement plus chaude que la partie au vent. La température moyenne annuelle au niveau de la côte est de 26 à 28 °C. Le gradient thermique adiabatique est d'environ 0,7 °C tous les cent mètres. La température minimale recensée au Hualālai au cours des soixante dernières années est de −18 °C en mars 1957. Il est tombé près de 1,80 mètre de neige à Holualoa, à mi-pente du versant méridional, en mai 1951.

### Faune et flore

Carte des écosystèmes actuels de l'île d'Hawaï.

Malgré la présence de jeunes coulées de lave, pas encore recolonisées, la plus grande partie du Hualālai est recouverte de végétation. En raison des conditions climatiques variées et de son altitude, la montagne se compose d'écosystèmes très différents. Au nord-ouest se trouvent des reliques de forêt tropicale xérophile alors qu'une frange de forêt de nuage recouvre le versant méridional à mi-pente. Il s'agit d'un type de forêt tropicale humide qui baigne fréquemment dans le brouillard, source additionnelle importante d'humidité. Autour du sommet ainsi que sur les versants sud-est et nord-est se développe une forêt sèche de montagne, dominée par Acacia koa, tandis que la zone sommitale elle-même abrite un étage subalpin, seulement présent ailleurs sur l'île autour du Mauna Loa et du Mauna Kea. Ce dernier est composé de buissons, de fougères, de plantes herbacées et même de quelques spécimens de Metrosideros polymorpha (localement ʻōhiʻa lehua). Le Hualālai est caractérisé par de nombreux cratères effondrés abritant une flore dense et certains possèdent même une remarquable « forêt verticale » comprenant des eucalyptus.
Le volcan est peuplé de nombreuses espèces animales, en particulier des oiseaux. Ses côtes sont riches en poissons ou autres Tortue verte (Chelonia mydas) et Échasse blanche (Himantopus himantopus).

Carte des écosystèmes originels de l'île d'Hawaï. Avant la colonisation humaine se trouvait une savane, aujourd'hui disparue, et une grande forêt de plaine dont il ne subsiste que quelques reliques.

Avant le peuplement de l'archipel par l'homme, la faune et la flore du Hualālai et de l'île en général ont connu un isolement de près de 4 000 kilomètres de toute autre terre significative. Les premières espèces à s'implanter il y a quelques millions d'années ont été amenées par le vent, les tempêtes ou en flottant sur l'océan. Le rythme des colonisations fructueuses est d'une tous les 35 000 ans. Les espèces originelles du Hualālai ont évolué jusqu'à devenir totalement endémiques. Seuls 2,5 % environ des forêts tropicales humides dans le monde sont des forêts de nuage, ce qui en fait un habitat unique.

## Histoire

### Histoire éruptive
Plus de 100 000 ans BP, le Hualālai émet des trachytes depuis le cône du Puʻu Waʻawaʻa sur le versant nord-est. Les ponces et les coulées de lave ʻaʻā mettent en place l'arête de Puʻu Anahulu. Le volume de roches volcaniques produit s'élève à 5,5 km3, soit l'éruption la plus importante de l'île d'Hawaï.
Depuis 25 000 ans, la nature de la roche a changé. Le trachyte laisse la place à des basaltes, moins visqueux. Les laves se font plus fluides et, jusqu'au XIXe siècle, leur type alterne systématiquement entre coulées ʻaʻā et pāhoehoe. Des cônes de cendres et de scories se mettent parallèlement en place. Jusqu'à 5 000 ans BP, les basaltes sont accompagnés de quelques traces de dérivés comme la picrite, l'hawaiite et l'ankaramite. Entre 5 000 et 1 500 ans BP, d'importantes quantités de laves basaltiques s'épanchent sur le versant nord et autour du sommet. Elles recouvrent pratiquement les deux tiers de la surface actuelle du volcan.

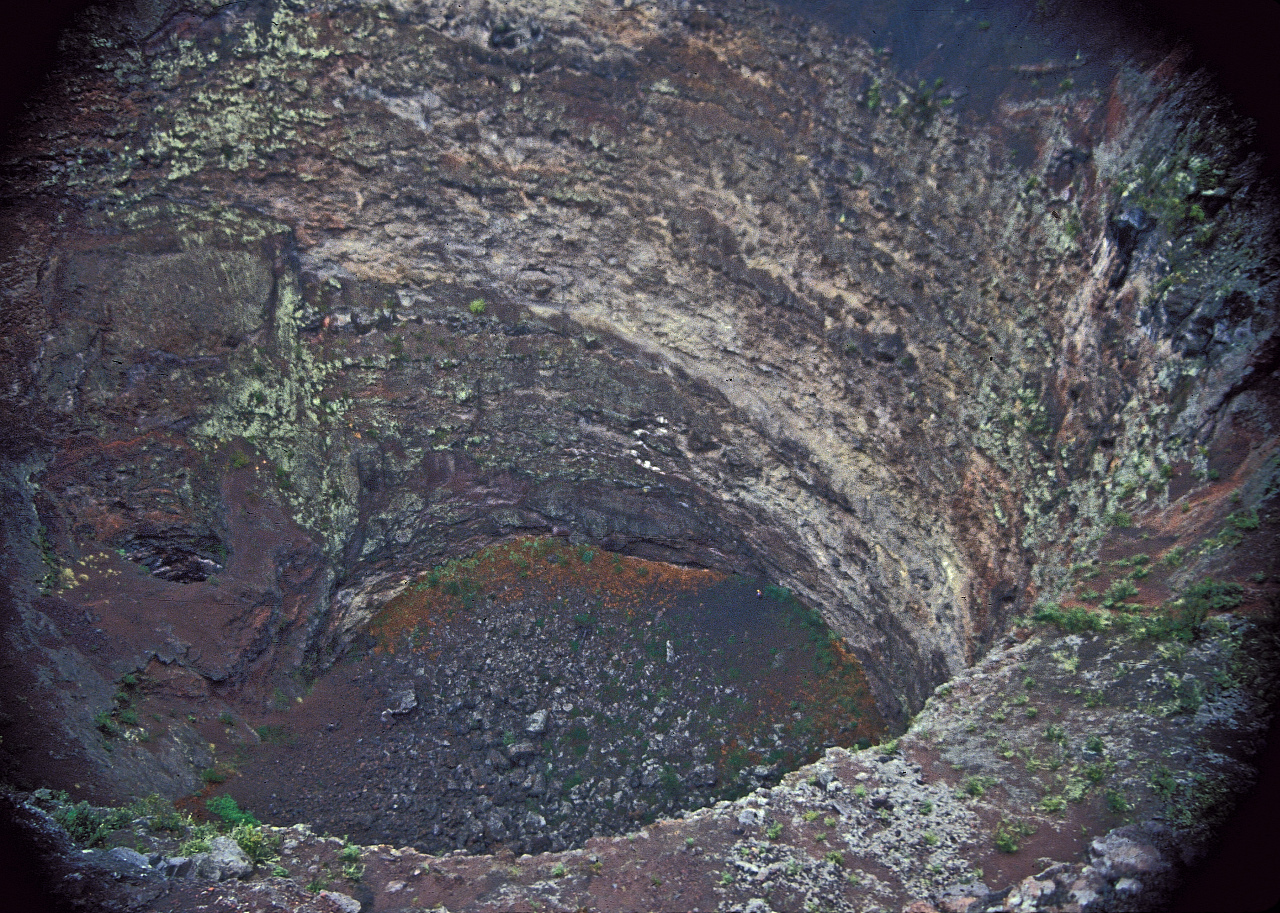
Vue du cratère d'effondrement Na One au Hualālai, profond de plus de cent mètres (une personne dans le fond du cratère, sur la droite, permet d'avoir un aperçu de l'échelle). L'ouverture de la cheminée volcanique est visible sur la gauche et a permis d'atteindre une profondeur de 268 mètres.

Le Hualālai est le troisième volcan le plus actif de l'île. Toutefois, alors que le Kīlauea et le Mauna Loa ont connu plus de 150 éruptions au cours du dernier millénaire, le Hualālai n'en a connu qu'entre trois et cinq. Entre les VIIIe et XIIIe siècles, des éruptions hawaïennes, stromboliennes et vulcaniennes se produisent et donnent naissance à des cratères d'effondrement. Les coulées de lave associées, dont la plus longue existant à ce jour qui s'étend sur 22 kilomètres, sont présentes sur le versant sud-est et autour du sommet,. Aux XVIIe et XVIIIe siècles, des coulées de lave, nommées respectivement Luamakami et Kaʻūpūlehu, sont émises depuis le rift nord-ouest. L'effondrement de cônes volcaniques est responsable de violentes éruptions phréato-magmatiques qui produisent des tufs volcaniques,,.

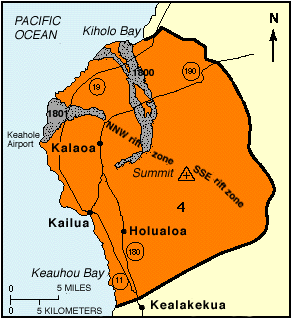
Carte schématique du Hualālai montrant les zones de rift et les deux dernières coulées de lave de 1800 et 1801.

La dernière éruption du Hualālai remonte à 1800-1801. Elle est la seule connue à n'avoir produit que des laves pāhoehoe extrêmement fluides, dont les coulées nommées Huehue s'épanchent sur le versant ouest et atteignent l'océan,,. Elles détruisent le village de Kaʻūpūlehu et un vivier sur leur passage. Une légende veut, alors qu'aucun sacrifice d'animaux ni aucune des offrandes aux dieux n'a connu de succès, que Kamehameha Ier ait arrêté lui-même la coulée de lave en y jetant une mèche de cheveux. L'aéroport international de Kona se situe à Keahole Point, sur une des coulées les plus récentes. Cette éruption est concomitante avec une autre du Mauna Loa. Selon certaines hypothèses, dans un passé récent, le Hualālai pourrait avoir connu des éruptions synchrones à la fois avec le Mauna Loa et le Kīlauea.
Le Hualālai à proprement parler n'est plus entré en éruption depuis le début du XIXe siècle. Il est toutefois lié à quatre événements plus récents. En 1859, le Puʻu Waʻawaʻa a émis une coulée de lave de 275 mètres d'épaisseur parallèle à celle de Puʻu Anahulu et qui a rejoint l'océan au niveau de la baie de Kiholo. En 1877, une éruption sous-marine s'est produite dans la baie de Kealakekua. En 1929, plusieurs séismes, dont deux de magnitude 5,5 et 6,5 ressentis jusqu'à Honolulu, ont secoué le volcan pendant un mois, causant pour 100 000 $ (équivalent de 1,2 million en 2010) de dégâts au district de Kona. Ils ont probablement été causés par des mouvements de magma peu profonds mais aucune émission n'a eu lieu à la surface,. Le séisme de 2006, dont l'épicentre se situe au nord de la baie de Kiholo, a provoqué des dommages encore plus importants.

### Histoire humaine

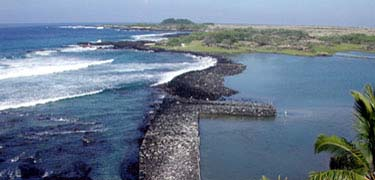
Vue du vivier de Kaloko.

Le Hualālai abrite une population humaine autochtone depuis plusieurs siècles. Le sanctuaire d'Ahu A ʻUmi Heiau est construit dans la seconde moitié du XVe siècle sur le plateau aride à l'est de la montagne. Le parc historique national de Kaloko-Honokōhau se trouve sur la côte sud-ouest du Hualālai, sur le site d'une ancienne colonie hawaïenne. Bien que cette région fût appelée kekaha ʻaʻole wai (littéralement les « terres sans eau »), le terrain volcanique accidenté accueillait de nombreuses installations de pêcheurs attirés par l'abondante vie marine. Kaloko est un ancien vivier en pierres sèches (loko kuapa en hawaïen) construit dans une crique naturelle.
Kamakahonu, la baie de Holualoa et celle de Keauhou sont des lieux de villégiature appréciés de la cour hawaïenne bien avant l'occidentalisation de l'archipel. C'est en ces lieux que Kamehameha Ier séjourne après sa campagne menée pendant huit ans pour unifier le royaume. Sa mort, en 1819, déclenche des émeutes sociales amplifiées par l'arrivée de missionnaires chrétiens à Hawaï en 1820. L'église de Mokuaikaua, bâtie en 1837, en pierres volcaniques et en morceaux de coraux, existe encore au début du XXIe siècle. Le palais de Huliheʻe, où plusieurs des derniers rois d'Hawaï ont passé leurs jours, a été préservé et transformé en musée en 1927.
L'essentiel du café Kona est produit sur le flanc méridional du Hualālai, près d'Holualoa. Le grossiste Henry Nicholas Greenwell et ses descendants possèdent une vaste propriété sur ce versant. La route qui relie la Māmalahoa Road et la Queen Kaʻahumanu Road au-dessus de Kailua-Kona est nommée en l'honneur de Frank « Palani » Greenwell.
La zone d'entraînement de Pohakuloa, au nord-est de la montagne, fournit un terrain d'exercice isolé à l'Armée de terre des États-Unis et au Corps des Marines des États-Unis. Elle est accessible par la Hawaii Route 200, surnommée Saddle Road, qui traverse le plateau séparant le Hualālai du Mauna Kea.

## Activités

### Prévention

Carte des zones à risques liés au volcanisme.

Bien que la dernière éruption du Hualālai remonte à plus de deux cents ans, il est probable qu'il entre de nouveau en éruption dans un futur proche. En effet, son cycle d'activité est estimé à deux ou trois cents ans. Il présente un risque certain pour les communautés vivant à ses pieds. Par exemple, en cas d'éruption similaire à celle de 1801, Kailua-Kona, située à 25 kilomètres du sommet, pourrait être recouverte de lave en quelques heures. L'ensemble du volcan a un risque évalué à 6 sur 9, en raison de la vitesse de progression de la lave sur les pentes et de la faible distance par rapport aux côtes, qui font que la menace n'y est pas moins élevée qu'aux abords immédiats du rift.
Depuis 1971, l'observatoire volcanologique d'Hawaï effectue un suivi régulier de l'activité sismique grâce à une station située à trois kilomètres à l'est du sommet qui permet de surveiller le volcan. Depuis cette date, pas un seul essaim tellurique ni aucun trémor, qui constitueraient un signe annonciateur d'une reprise d'activité, n'ont été enregistrés. Plusieurs séismes de magnitude 4 ou supérieure sont ressentis chaque année au Hualālai mais ils sont attribués à une source profonde, au large, dans la zone de rift nord-ouest, et ne sont pas liés à des mouvements magmatiques.
En 2010, l’United States Geological Survey a engagé un renouvellement de son matériel d'enregistrement et de télémesure, grâce à des fonds alloués par le Plan de relance économique de 2009. L'agence prévoit d'ajouter un nouveau sismographe et trois capteurs supplémentaires pour enregistrer l'activité du Hualālai. De surcroît, l'observatoire volcanologique utilise des mesures GPS pour évaluer les faibles variations de topographie, témoins de remontées de magma. Depuis 1984, aucun changement n'a été mis en évidence.

### Randonnée et tourisme

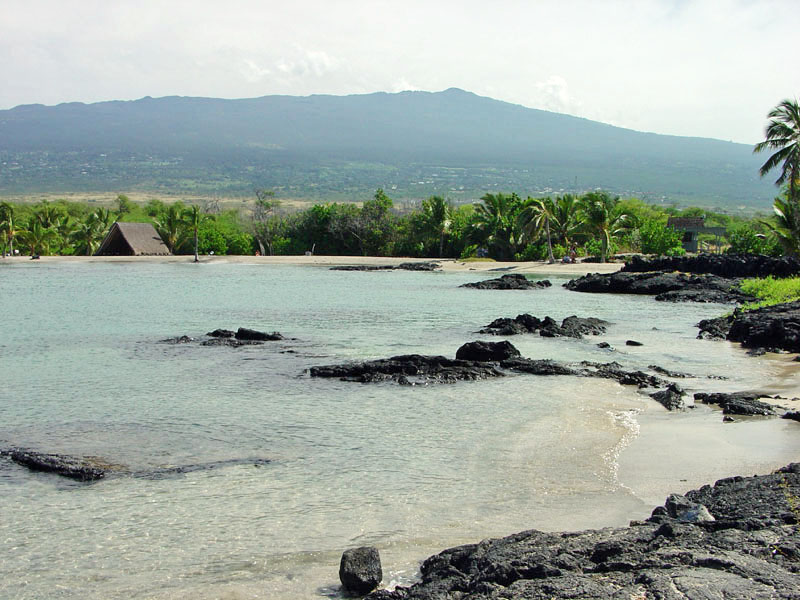
Vue du Hualālai depuis Honokōhau.

L'Hawaii Belt Road contourne le Hualālai par l'ouest. Elle est constituée de la Māmalahoa Road, ou route 190, qui relie Waimea à Kailua-Kona, et de la Queen Kaʻahumanu Road qu'elle surplombe.
Le volcan et ses cônes, dont l'ascension est relativement aisée, constituent une destination appréciée des randonneurs. Toutefois, le sommet et la plus grande partie des terres autour appartiennent à l'école Kamehameha, qui interdit régulièrement leur accès. La quasi-totalité des itinéraires vers le sommet passant par la propriété, l'ascension est donc considérée comme illégale, même si de nombreux randonneurs passent outre en n'étant pas inquiétés du fait d'une application laxiste des mesures d'interdiction. Les buts les plus prisés sont les cratères de Luamakami et sa « sœur » Puhia Pele, qui sont les plus profonds de l'île. Le second a été exploré jusqu'à 263 mètres sous sa surface et le Luamakami est connu pour s'enfoncer encore plus profondément. Leurs parois peuvent être descendues en rappel puis remontées avec le matériel adéquat.
La côte sud-ouest ensoleillée du Hualālai est une destination populaire abritant plusieurs stations touristiques. La première, Kona Village resort, a été construite en 1961. Depuis, des plages, parcs et terrains de golf ont été aménagés. Quelques installations ont subi des dégâts à la suite du tsunami engendré par le séisme de 2011 de la côte Pacifique du Tōhoku.

### Protection de l'environnement et du patrimoine

Carte des zones naturelles protégées de l'île d'Hawaï.

Les versants du Hualālai sont protégés par plusieurs réserves environnementales. Le sanctuaire naturel sauvage de la forêt de Puʻu Waʻa Waʻa a été créé en 1992 afin de servir de terrain de recherche à long terme pour l'étude des forêts tropicales humide et sèche de l'île d'Hawaï. Il se situe au nord-nord-ouest du sommet et s'élève jusqu'à 1 920 mètres d'altitude. De nombreuses coulées de lave datant du XIXe siècle fournissent un habitat unique. La partie la plus haute et la plus méridionale du sanctuaire est doublée d'un sanctuaire ornithologique.
La réserve forestière d'État d'Honuaʻula, composée de deux parcelles à l'ouest-nord-ouest et à l'ouest-sud-ouest du sommet, protège une vaste forêt d’Acacia koa (ou simplement koa localement) abritant également Myoporum sandwicense (naio) et Sophora chrysophylla (māmane) sous forme d'arbrisseaux, Rubus hawaiensis (ʻākala) en sous-bois et des espèces variées de fougères. Au total, cette réserve s'étend sur 265 hectares et préserve un écosystème qui a largement été déboisé en dehors de ses limites,. La réserve forestière d'État de Wai Aha Spring, au sud-ouest du sommet, est quelque peu marécageuse et abrite l'espèce sempervirente Metrosideros polymorpha (ʻōhiʻa lehua), la ligneuse Freycinetia arborea (ʻieʻie) et Sadleria cyatheoides (ʻamaʻu) qui couvre densément le sol en sous-bois.
La protection environnementale au Hualālai est complétée par les parcs d'État côtiers de Kekaha Kai (Kona Coast) qui couvre 650 hectares à l'ouest-nord-ouest du volcan et d'Old Kona Airport d'une superficie de 42 hectares au sud-ouest du sommet, qui est couplé avec une zone de conservation de la vie marine deux fois plus étendue.
Le parc historique national de Kaloko-Honokōhau a été établi le 29 décembre 1962 sur 470 hectares à l'ouest du Hualālai puis reconnu comme tel le 10 novembre 1978 dans le but de préserver, protéger et interpréter les activités et la culture traditionnelles des natifs d'Hawaï,.